# دیولا
شهر دْیولا (به مجاری: Gyula) در بکش در کشور مجارستان واقع شده‌است. جمعیت این شهر ۳۲٫۲۳۹ نفر است.

## نگارخانه

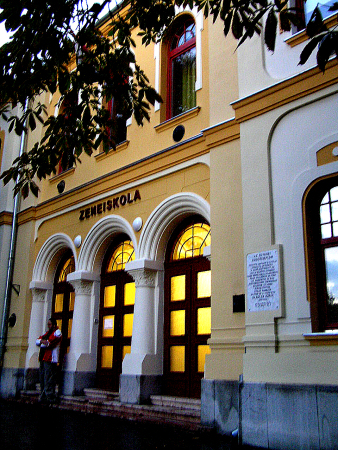
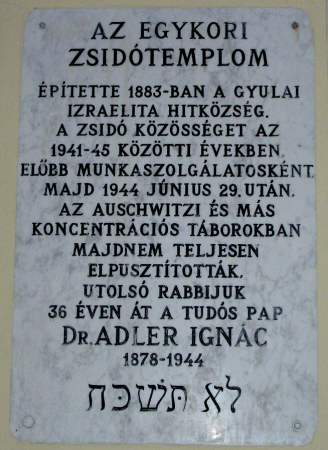
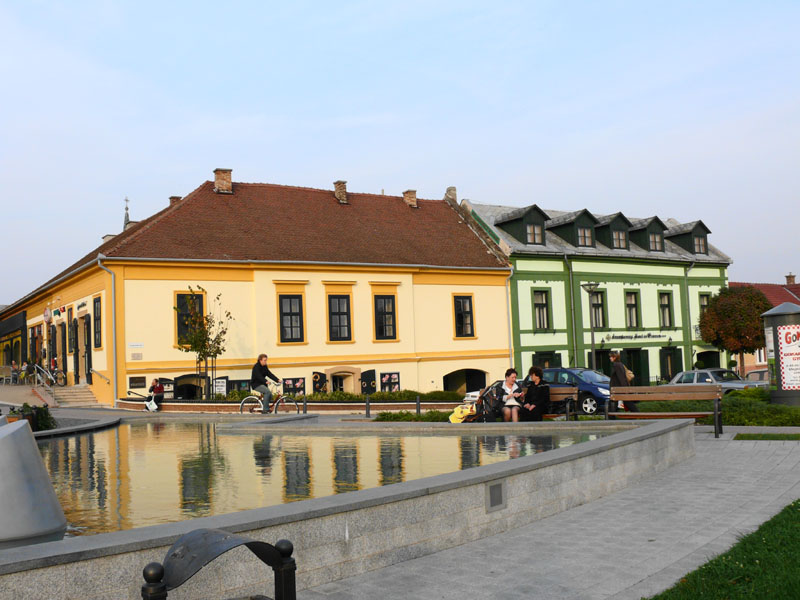
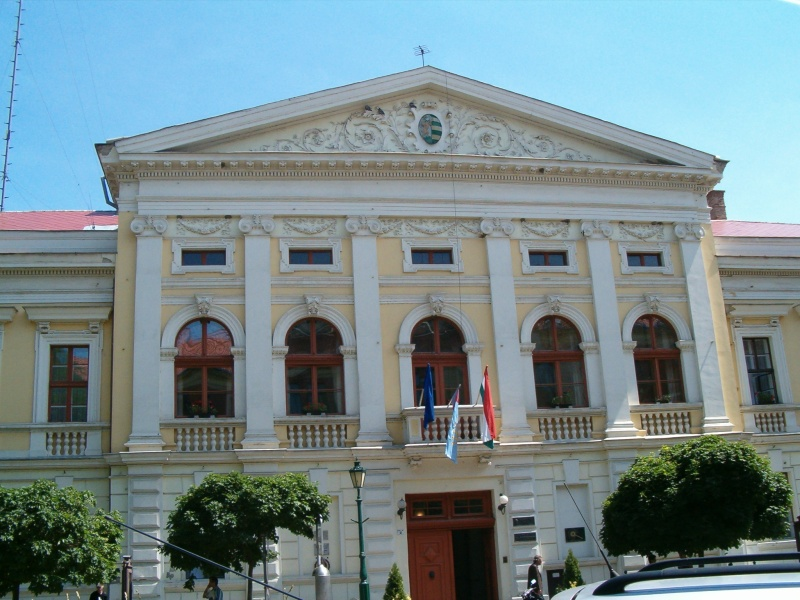
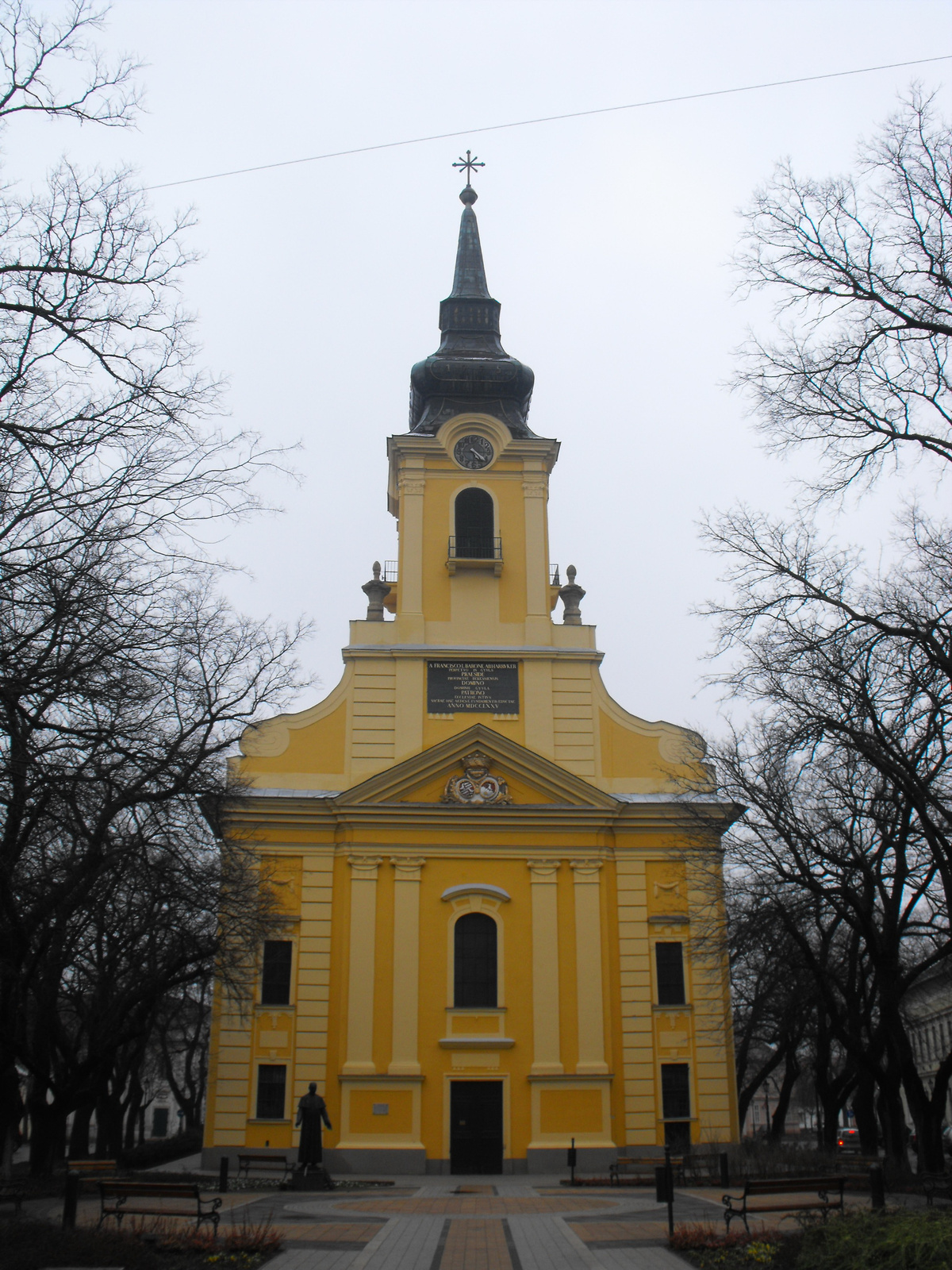
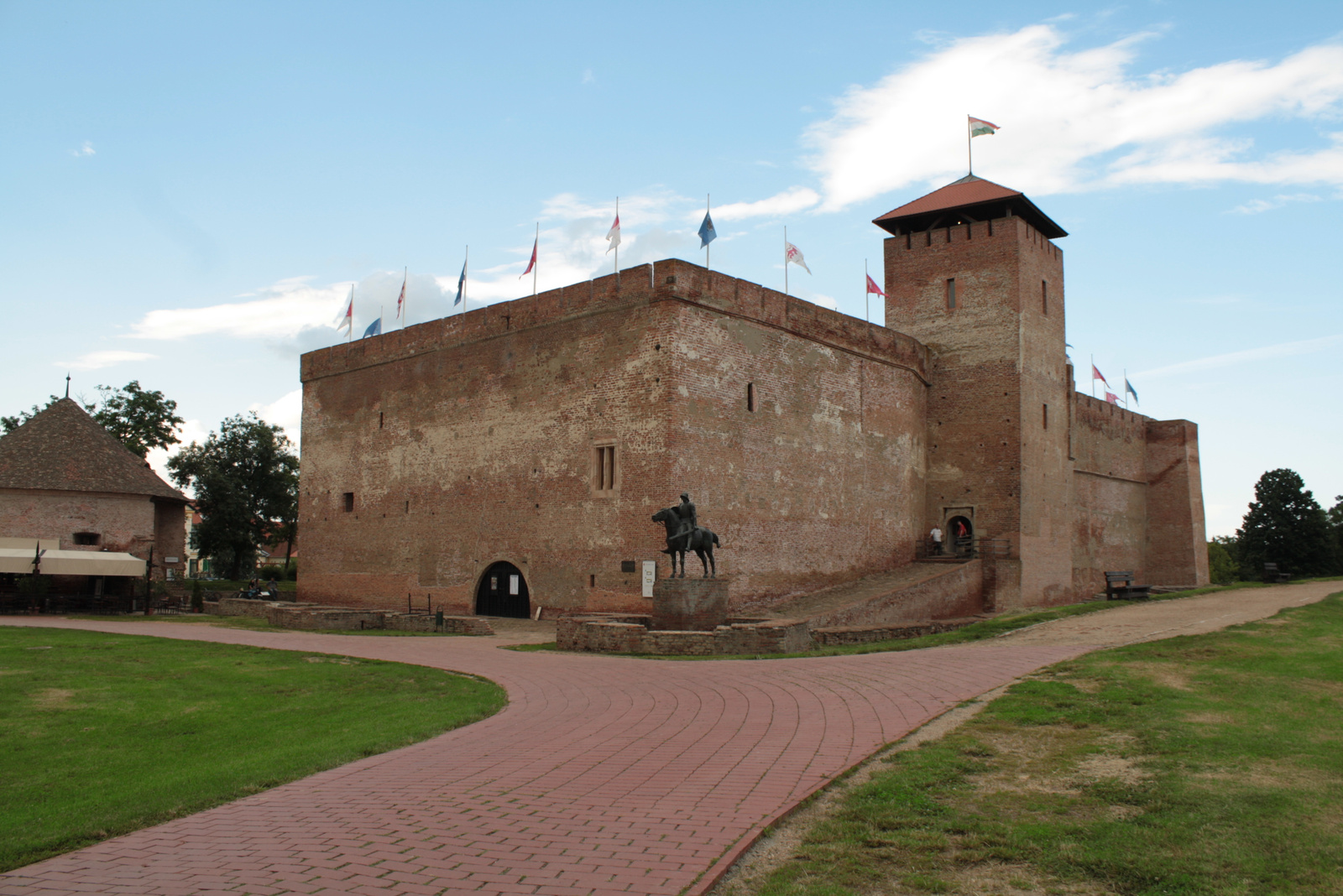